# NGC 5913
NGC 5913 ist eine 13,5 mag helle Balkenspiralgalaxie mit aktivem Galaxienkern vom Hubble-Typ SBa im Sternbild Schlange und 90 Millionen Lichtjahre von der Milchstraße entfernt. 
Sie wurde am 14. April 1785 von Wilhelm Herschel mit einem 18,7-Zoll-Spiegelteleskop entdeckt, der sie dabei mit „eF, pL, resolvable“ beschrieb. John Herschel notierte „vF, lE, gbM, 25 arcseconds long, 20 arcseconds broad“ bei seiner Beobachtung mit einem 18-Zoll-Spiegelteleskop im Jahr 1847.